# 72 Ophiuchi
72 Ophiuchi, som är stjärnans Flamsteed-beteckning, är en dubbelstjärna i den mellersta delen av stjärnbilden Ormbäraren. Den har en skenbar magnitud på ca 3,73 och är synlig för blotta ögat där ljusföroreningar ej förekommer. Baserat på parallaxmätning inom Hipparcosuppdraget på ca 37,6 mas, beräknas den befinna sig på ett avstånd på ca 87 ljusår (ca 27 parsek) från solen. Den rör sig närmare solen med en heliocentrisk radialhastighet av ca -24 km/s.

## Egenskaper
Primärstjärnan 72 Ophiuchi A är en blå till vit stjärna i huvudserien av spektralklass A5 V. Cowley et al. (1969) tilldelade den emellertid spektralklass A4 IVs, vilket anger att de är en underjättestjärna med skarpa spektrallinjer (s). Den senare klassen används fortfarande av vissa källor. Den har en massa som är ca 2 solmassor, en radie som är ca 2 solradier och utsänder ca 20 gånger mera energi än solen från dess fotosfär vid en effektiv temperatur på ca 8 700 K.
72 Ophiuchi visar ett överskott av infraröd strålning, vilket antyder att en stoftskiva kretsar runt stjärnan med en medelseparation av 82,96 AE och temperatur på 60 K. Konstellationen är en källa till röntgenstrålning, som troligen kommer från en följeslagare av 14:e magnituden. År 2008 hade paret en vinkelseparation av 25 bågsekunder.
Det finns ytterligare två visuella följeslagare: 72 Ophiuchi C av  magnitud 11,5 med en vinkelsepatation av 64 bågsekunder från primärstjärnan, och 72 Ophiuchi D, av magnitud 14,8 och med separation 24 bågsekunder.